# Steven Savile

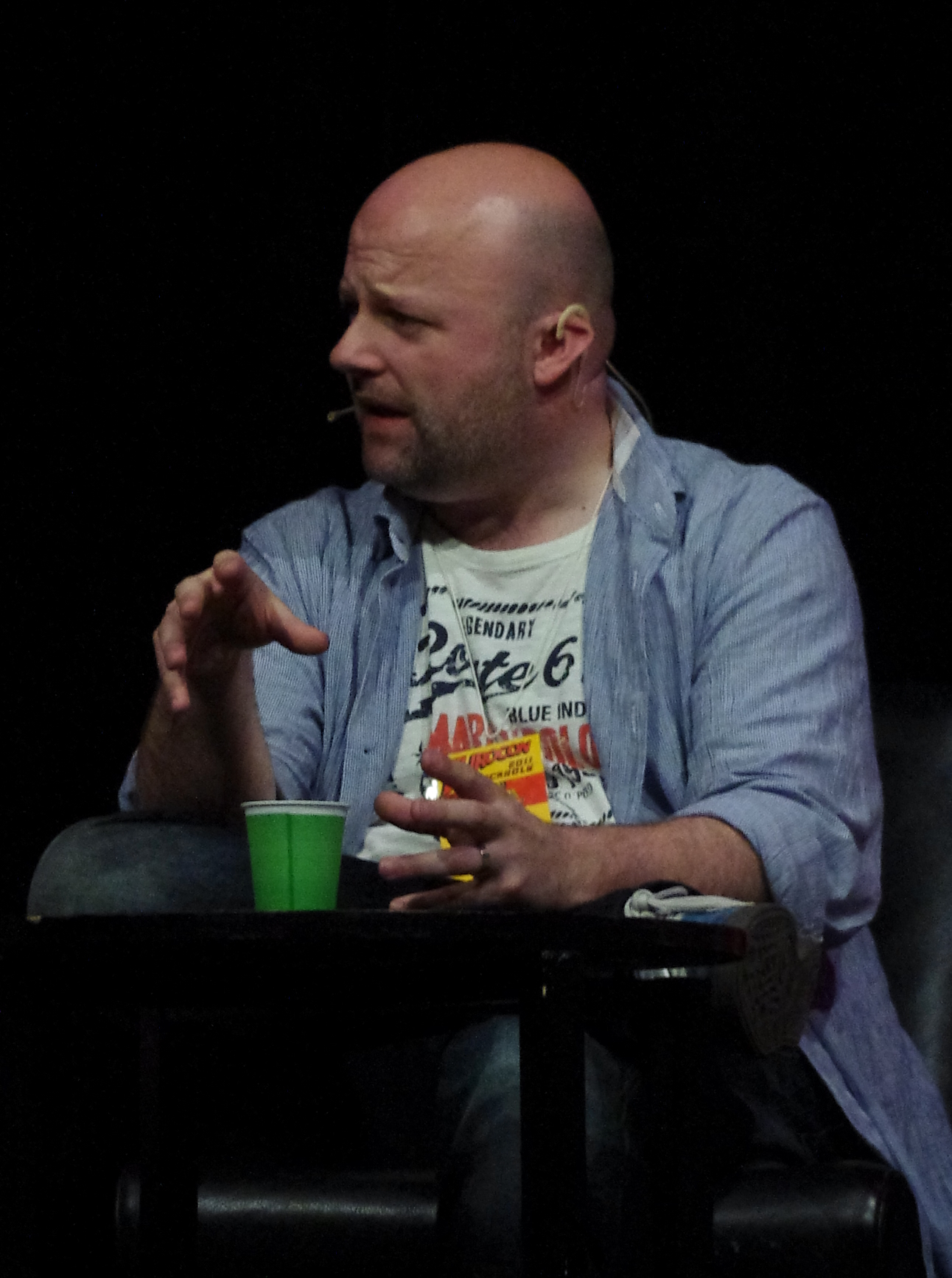
Savile auf der Eurocon 2011

Steven Savile (* 12. Oktober 1969 in Newcastle, England) ist ein britischer Autor von Fantasy- und Horrorliteratur (Thriller).
Er emigrierte 1997 nach Schweden und lebt dort in der Nähe von Stockholm. Zu seinen Werken gehören vor allem Begleitromane zu Fernsehserien und Videospielen.

## Leben
Savile wurde am 12. Oktober 1969 in Newcastle upon Tyne geboren und begann bereits in jungen Jahren mit dem Schreiben von Horror-Geschichten.
Steven Savile hat einen Bachelor of Arts in Politik und einen Master of Philosophy in Vergleichender Religionswissenschaft.
Er brach einen Ph.D. in Englisch ab, als er 1997 nach Schweden emigrierte. Bevor er zum Vollzeitautor wurde, arbeitete er unter anderem als Lehrer und in verschiedenen Regierungsstellen, wie dem britischen Verteidigungsministerium.
Heute lebt er in der Nähe von Stockholm.

## Werke
Steven Saville hat 20 Bücher zu verschiedenen medialen Inhalten, wie Doctor Who, Torchwood, Stargate, Warhammer und Primeval geschrieben. Im Schatten des Jaguars war 2008 ein Bestseller im Vereinigten Königreich und verkaufte sich weltweit über eine halbe Million Mal. 2010 veröffentlichte er sein erstes Sachbuch unter dem Titel Fantastic TV: 50 Years of Cult Fantasy and Science Fiction. Mit Silver feierte er im Januar 2010 sein Debüt im Thriller-Segment. Das Buch erreichte Platz 2 der E-Book-Bestsellerliste auf Amazon.co.uk. Er schrieb außerdem an der Handlung von Electronic Arts Ego-Shooter Battlefield 3 mit. Zusammen mit dem Rapper Prodigy schrieb er 2013 den Crime-Fiction-Roman H.N.I.C.

### Bücher imWarhammer-Universum
Bücher basierend auf dem Warhammer-Tabletop von Games Workshop:
- 2008: Blutige Erbschaften (Die Vampire, Band 1) (Inheritanice), Piper, München, ISBN 978-3-492-29174-3
- 2009: Blutige Verdammnis (Die Vampire, Band 2) (Dominion), Piper, München, ISBN 978-3-492-29179-8
- 2009: Blutige Vergeltung (Die Vampire, Band 3) (Retribution), Piper, München, ISBN 978-3-492-29187-3
- 2018: Warhammer: Vampire Wars, Black Library, Nottingham, ISBN 978-1-78496-628-7

### Bücher zuPrimeval
Begleitbücher zur Fernsehserie Primeval – Rückkehr der Urzeitmonster:
- 2009: Primeval 1: Im Schatten des Jaguars (Primeval: Shadow of the Jaguar, 2008), Cross Cult, Ludwigsburg, ISBN 978-3-941248-11-3

### Bücher imStargate-Universum
Bücher, die im Universum der Science-Fiction-Serie Stargate spielen:
- 2010: Stargate SG-1: The Power Behind the Throne, Fandemonium Books, Surbiton, ISBN 978-1-905586-45-5

### Bücher imRisen-Universum
Bücher, die im Universum der Computerspiele-Reihe Risen spielen:
- 2012: Risen 2: Dark Waters, Panini Verlags GmbH, Stuttgart, ISBN 978-3-8332-2442-3

### Bücher zuCrusader Kings II
Begleitbuch zum Computerspiel Crusader Kings II:
- 2014: Crusader Kings II: Tales of Treachery, Paradox Interactive, Stockholm, ISBN 978-91-87687-57-0

### Bücher zuStellaris
Bücher zum Computerspiel Stellaris:
- 2016: Stellaris: Infinite Frontiers, Paradox Interactive, Stockholm, ISBN 978-91-87687-60-0

### Weitere Werke übersetzt ins Deutsche (Auswahl)
- 2011: Silber (Silver), Cross Cult, Ludwigsburg, ISBN 978-3-941248-38-0
- 2012: Vogelmanns Schatten (Laughing Boy's Shadow), Voodoo Press, Möllersdorf, ISBN 978-3-902802-24-8
- 2015: London Macabre, Voodoo Press, Il-Qala, Gozo, ISBN 978-3-902802-83-5
- 2018: Die Jünger des Judas (Silver), Cross Cult, Ludwigsburg, ISBN 978-3-95981-507-9

### Weitere Werke nicht in deutscher Sprache (Auswahl)
- 2016: Akiri: The Scepter Of Xarbaal, Brian D. Anderson, ISBN 978-0-692-79572-9
- 2017: Crucible (Omigos 1), Snowbooks, Oxford, ISBN 978-1-911390-12-1
- 2017: Solomon's Seal (Omigos 2), Snowbooks, Oxford, ISBN 978-1-911390-14-5
- 2017: Lucifer’s Machine (Omigos 3), Snowbooks, Oxford, ISBN 978-1-911390-24-4
- 2017: Wargod (Omigos 4), Snowbooks, Oxford, ISBN 978-1-911390-16-9
- 2017: Shining Ones (Omigos 5), Snowbooks, Oxford, ISBN 978-1-911390-26-8
- 2017: Argo (Omigos 6), Snowbooks, Oxford, ISBN 978-1-911390-28-2
- 2018: Coldfall Wood, St. Martin's Press, New York, ISBN 978-1-250-07787-5
- 2019: Gold (Omigos), Snowbooks, Oxford, ISBN 978-1-911390-62-6

## Auszeichnungen
Savile gewann 2003 einen niedrigrangigen Preis beim L. Ron Hubbard Golden Pen Award. Außerdem war er 2010 für den British Fantasy Award nominiert.

## Trivia
Steven Savile ist Fan des Londoner Fußballclubs Tottenham Hotspur.